# Windows UI库
Windows UI库（项目代号“Jupiter”， 也称为UWP XAML或WinRT XAML）是一个用于实现用户界面的API，是Windows运行时编程模型的一部分，它构成了通用Windows平台应用程序的主干（以前称为Metro风格或沉浸式），适用于Windows 8、Windows 8.1、Windows 10、Windows 11及Windows Phone 8.1作業系統。支持使用可扩展应用程序标记语言(XAML) 技术声明用户界面。
WinUI是为Windows运行时内置的多个UI框架之一；其他的是HTML5（例如，通过WinJS）和DirectX。
WinUI 3将WinRT XAML与操作系统分离为一个单独的包，以便快速更新并使新功能在旧版本的Windows上工作。它是Windows应用程序SDK（代号为“Project Reunion”）的一部分，微软努力协调Windows桌面(Win32)和UWP低IL应用程序模型。
WinUI与Windows Presentation Foundation(WPF)和Silverlight(WPF/E)相关——分别用于桌面应用程序和便携式应用程序的基于XAML的类似的UI框架。WinUI使用了许多与这两种旧技术相同的API名称，尤其是与Silverlight；但与WPF一样，它的使用仅限于Windows操作系统（Windows 8及更高版本）。主要区别在于WPF和Silverlight是用C♯编写的，供.NET家族语言，如C#或Visual Basic使用；而WinRT XAML是的一部分，用C++编写，可用于本地代码，并可用C++/CX或C++/WinRT开发。